# Degerhamn
Degerhamn (uttalas med betoning på sista stavelsen) är en tätort i Södra Möckleby socken, Mörbylånga kommun på Öland i Kalmar län, drygt 20 kilometer söder om centralorten Mörbylånga. 
Kyrkbyn Södra Möckleby utgör en del av tätorten.

## Historik
Ortens tillkomst är kopplad till hamnen, som byggdes 1892-1893, och förbättrades 1923-1924. Den fungerade som utskeppningshamn för cement, kalk och järn. En lotsstation fanns även tidigare här.

### Befolkningsutveckling
| Befolkningsutvecklingen i Degerhamn 1960–2020 | Befolkningsutvecklingen i Degerhamn 1960–2020 | Befolkningsutvecklingen i Degerhamn 1960–2020 | Befolkningsutvecklingen i Degerhamn 1960–2020 | Befolkningsutvecklingen i Degerhamn 1960–2020 |
| --------------------------------------------- | --------------------------------------------- | --------------------------------------------- | --------------------------------------------- | --------------------------------------------- |
|                                               |                                               |                                               |                                               |                                               |
| År                                            |                                               |                                               | Folkmängd                                     | Areal (ha)                                    |
| 1960                                          | 1960                                          |                                               | 684                                           |                                               |
| 1965                                          | 1965                                          |                                               | 696                                           |                                               |
| 1970                                          | 1970                                          |                                               | 684                                           |                                               |
| 1975                                          | 1975                                          |                                               | 641                                           |                                               |
| 1980                                          | 1980                                          |                                               | 576                                           |                                               |
| 1990                                          | 1990                                          |                                               | 486                                           | 104                                           |
| 1995                                          | 1995                                          |                                               | 430                                           | 104                                           |
| 2000                                          | 2000                                          |                                               | 417                                           | 104                                           |
| 2005                                          | 2005                                          |                                               | 372                                           | 103                                           |
| 2010                                          | 2010                                          |                                               | 331                                           | 103                                           |
| 2015                                          | 2015                                          |                                               | 338                                           | 126                                           |
| 2020                                          | 2020                                          |                                               | 313                                           | 99                                            |
|                                               |                                               |                                               |                                               |                                               |

## Näringsliv

### Cementtillverkning
År 1723 grundades det senare benämnda Lovers alunbruk, vilket efter några år flyttades till Lovers på fastlandet, även om alunskiffer även fortsättningsvis bröts i Degerhamn. År 1804 anlades Ölands alunbruk söder om Lovers alunskifferbrott och 1841 flyttades Lovers alunbruks aluntillverkning tillbaka till Degerhamn. År 1885 köptes bägge alunbruken av det nybildade  Ölands Cement AB, som anlade en cementfabrik söder om hamnen. 
Vid denna tid påbörjades också kalkbränning i Degerhamns Kalkbruk norr om hamnen och 1920 också tillverkning av kalkskiffertegel.
År 1933 köptes AB Degerhamns Kalkbruks anläggningar av Ölands Cement AB och därefter var cementfabriken den enda verksamma industrin i området. Ölands Cement köptes av Cementa AB, som senare 1996 uppgick i det svensk-norska Scancem AB, vilket 1999 köptes upp av tyska Heidelberg Cement.
På 1980-talet hade cementfabriken omkring 100 anställda och 2018 75. En nedläggning planerades redan till årsskiftet 1983/1984, men produktion av cement och klinker fortsatte till april 2019. Den privata hamnen kvarstod efter fabrikens nedläggning av Heidelberg Cement.
År 2021 sattes cementfabriken igång igen för produktion av mikrocement, eftersom efterfrågan på denna produkt ökat.
År 2024 påbörjades ett storskaligt test för produktion av en ny sorts cement med alternativa bindemedel.